# Isochromodes sordida
Isochromodes sordida là một loài bướm đêm trong họ Geometridae.